# Oxystophyllum floridanum
Oxystophyllum floridanum là một loài thực vật có hoa trong họ Lan. Loài này được (Guillaumin) M.A.Clem. mô tả khoa học đầu tiên năm 2003.